# Баново брдо
Баново брдо је урбано насеље, брдо и центар општине Чукарица у Београду. Повезано је Пожешком улицом са центром Београда, која се ка југу наставља на Ибарску магистралу. Баново брдо је оивичено Чукаричком падином, Адом Циганлијом, Кошутњаком, Топчидером и Жарковом, док га Мост на Ади повезује са Новим Београдом. На источним падинама налазе се два насеља — „Голф“ и „Сунчана падина“.
Име је добило по Матији Бану, дубровачком политичару и дипломати, који је живео овде средином 19. века.

## Историја Бановог брда
Нађени предмети у близини Саве откривају да су у млађем палеолиту пре око 10.000 година живели људи на простору данашњег Бановог брда.
За време турске власти, на месту Бановог брда, налазило се Голо брдо, које су мештани називали и Ордија.
Опчињен овим узвишењем, тада у околини Београда које још било ненасељено, Матија Бан затражио је од Београдске општине да откупи један део терена овог насеља.
Због великих заслуга које је Матија Бан учинио Србији, општина му је око 1850. године поклонила велико имање, које се отприлике налазило на врху данашње улице кнеза Вишеслава.
Матија Бан је 1851. године на свом имању саградио летњиковац, а касније и мање зграде, млекару, винограде и воћњаке.
Крајем 19 века Матију Бана следе богати људи, који на Бановом брду граде виле, док на обали Чукаричког рукавца почињу да се праве фабрике и ничу радничке колоније.
Голо брдо је често мењало име, међутим по доласку Матије Бана, па је још за време његовог живота ово брдо називано Бановац.
Након тога смењивали су се разни називи, међутим почетком 20 века века је понело назив који и данас има — Баново брдо.
Пре Другог светског рата на Бановом брду, и Кошутњаку, се смучало. Пијаца је подизана 1937. У крају Михаиловац је пре Другог светског рата постојао "Серум завод Пастер А.Д.", чији су свињски обори наоколо ширили задах.

## Спортски садржаји и зеленило
Баново брдо поседује неколико паркова, највећи и најпознатији су они код основна школе Филип Кљајић Фића и парк „Баново брдо“, највећи парк у насељу и општини Чукарица који се налази у близини основне школе Јосиф Панчић.
Парк поседује и теретану на отвореном, дечије игралиште, а на самом уласку налази се споменик палим борцима из Другог светског рата.
У непосредној околини налази се Ада Циганлија и Кошутњак, који су погодни за физичке активности, вожњу бицикла, купање или одмарање у природи.
На Бановом брду налази се и стадион фудбалског клуба Чукарички.
У непосредној близини насеља налази се и београдски хиподром.

## Образовање и култура
На Бановом брду налази се велики број образовних институција и то
Факултети :
- Факултет за примењену екологију
- Шумарски факултет
- Теолошки факултет

Средње и основне школе
- Основна и средња школа Руђер Бошковић
- Музичка школа Ватрослав Лисински
- Специјална основна школа Милоје Павловић
- Основна школа Бановић Страхиња
- Основна школа Јосиф Панчић
- Основна школа Филип Кљајић Фића
- Хемијско-прехрамбена технолошка школа
- Тринаеста београдска гимназија
- Приватна основна школа „Бејза“

На Бановом брду налази се и Културни центар Чукарица.
- Библиотека „Лаза Костић”
- Театар на Брду.

## Верски објекти на Бановом брду
- Црква Светог Ђорђа
- Католичка црква Светих Ћирила и Методија[9]

## Остали објекти
- Биоскоп „Рода“ и „Шумадија“
- Дом Здравља Чукарица
- Стадион фудбалског клуба Чукарички
- Републички хидрометеоролошки завод Србије

и многи други трговински и занатски објекти, као и пословни простори и хотели.

## Саобраћај
До Бановог брда се градским превозом које обезбеђује ГСП Београд може стићи аутобусима
- линија 57 Баново брдо — Голф насеље — Баново брдо
- линија 49 Баново брдо — насеље Степа Степановић,Вождовац.[10]
- линија 50 Баново брдо — Устаничка улица
- линија 85 Баново брдо — Борча[11]
- линија 512 Баново брдо — Сремчица.[12]
- линија 531 Баново брдо — Рушањ[13]
- линија 532 Баново брдо — Рушањ[14]
- линија 533 Баново брдо — Орловача[14]
- линија 23 Карабурма — Видиковац.[15]
- линија 53 Зелени венац — Видиковац[16]
- линија 51 Беле Воде - Београд на води
- линија 52 Церак Виногради - Зелени венац
- линија 87 Чукаричка падина - Баново брдо - Чукаричка падина
- линија 87а Чукаричка падина - Баново брдо - Чукаричка падина
- линија 37 Панчевачки мост — Кнежевац.[17]
- линија 607 Аеродром Никола Тесла — Баново брдо
- линија 88 Кеј ослобођења - Нови Железник
- линија 58 Железничка станица Панчевачки мост - Нови Железник

И трамвајима
- линија 12 Омладински стадион — Баново брдо[18]
- линија 13 Блок 45 — Баново брдо[19]

И минибус линијом
- линија Е2 Петлово брдо — Железничка станица Дунав[20]

## Галерија
- Баново брдо
- Општина Чукарица
- Поглед на Баново брдо и стадион ФК Чукарички
- Црква Светог Ђорђа
- Црква Светог Ђорђа
- Поглед на Баново брдо са Аде Циганлије
- Поглед на стадион ФК Чукарички
- Зграда Шумарског факултета, основаног 1919. године
- Факултет спорта и физичке културе
- XIII Београдска Гимназија
- ОШ "Филип Кљајић"
- Улица Николаја Гогоља
- Реконструкција Пожешке улице 2009.
- Пожешка, „Улица отвореног срца” 1. јануар 2017.
- Пожешка улица зими
- Парк на Бановом брду зими
- Дом здравља